# Ormenophlebia saltuum
Ormenophlebia saltuum – gatunek ważki z rodziny świteziankowatych (Calopterygidae).